# Yonatan Haile
Yonatan Haile, né le 15 septembre 1994, à Asmara, est un coureur cycliste érythréen.

## Biographie
En 2015, Yonatan Haile termine quatrième du championnat d'Érythrée sur route. Il obtient également diverses places d'honneur sur des étapes du Tour du Faso. 
En 2016, il s'impose sur une étape du Tour d'Érythrée. La même année, il représente son pays lors du championnat du monde espoirs (moins de 23 ans) de Doha. Il termine par ailleurs deuxième du Circuit de Massaoua et cinquième du Tour du Faso. 

## Palmarès
- 2016
  - 1re étape du Tour d'Érythrée
  - 2e du Circuit de Massaoua

## Classements mondiaux
| Année           | 2015 | 2016 | 2017 |
| --------------- | ---- | ---- | ---- |
| UCI Africa Tour | 110e | 70e  | 19e  |